# Президентска република
Президентската република е форма на управление, при която президентът има широки правомощия в държавното управление. В неговите ръце са съсредоточени както функциите на държавния глава, така и тези на министър-председателя. Тази система на управление се нарича Дуалистична република, като по този начин се подчертава фактът, че изпълнителната власт е съсредоточена в президента, а законодателната – в парламента.

## Характеристики на президентската република
- извънпарламентарен начин на избиране на президента (или от населението, като в Бразилия, Франция, или от изборна колегия, както е в САЩ),
- извънпарламентарен начин на сформиране на правителство, което се сформира от президента. Той и де юре и де факто е глава на правителството (постът министър-председател отсъства, като например в САЩ), или президентът назначава премиера. Правителството се отчита само пред президента, а не пред парламента, като само той може да свали правителството.
- като цяло, при тази форма на управление президентът има много повече пълномощия в сравнение с този на парламентарната република (той държи изпълнителната власт, утвърждава законите като ги подписва, има право да уволни правителството), но особеното в президентската република е, че президентът, по правило, няма право да разпуска парламента, а парламентът от своя страна не може да поиска вот на недоверие на правителството.

Президентската република създава благоприятни предпоставки за съсредоточаване в ръцете на президента на големи пълномощия, което стабилизира държавната власт. Към президентските републики спадат САЩ, Аржентина, Бразилия и други.
Класическа президентска република са Съединените американски щати. В основата на Конституцията на САЩ е залегнал принципът на разделение на властите. Съгласно същата конституция, законодателната власт принадлежи на Конгреса, а изпълнителната – на президента, съдебната – на Върховния съд. Президентът, избиран от избирателната колегия, сформира правителство от неговите съпартийци.
Президентските републики са разпространени предимно в страните на Латинска Америка. Тази форма на управление се среща и в някои от страните в Азия и Африка. Често в тези страни президентите излизат извън конституционните рамки на своите правомощия, като според политолози тези републики често се определят като суперпрезидентски.
През 2018 г. Турция се присъединява към президентските републики.